# Peter Ingham
Peter William Ingham (Sydney, 19 de janeiro de 1941 – Wollongong, 26 de abril de 2024) foi um ministro australiano e bispo católico romano emérito de Wollongong.

## Carreira
O arcebispo de Sydney, cardeal Norman Thomas Gilroy, ordenou-o sacerdote em 18 de julho de 1964.
Em 24 de maio de 1993, o Papa João Paulo II o nomeou Bispo Titular de Pudentiana e Bispo Auxiliar em Sydney. Foi ordenado bispo pelo arcebispo de Sydney, cardeal Edward Bede Clancy, em 12 de julho do mesmo ano; Os co-consagradores foram James Patrick Carroll, Bispo Auxiliar de Sydney, e Patrick Dougherty, Bispo de Bathurst.
Foi nomeado Bispo de Wollongong em 6 de junho de 2001 e empossado em 25 de julho do mesmo ano.
O Papa Francisco aceitou sua aposentadoria em 30 de novembro de 2017.

## Morte
Ingham morreu no dia 26 de abril de 2024, aos 83 anos.